# Gare de Philadelphie 30th Street
 (novembre 2021).
Si vous disposez d'ouvrages ou d'articles de référence ou si vous connaissez des sites web de qualité traitant du thème abordé ici, merci de compléter l'article en donnant les références utiles à sa vérifiabilité et en les liant à la section « Notes et références ».
La gare de Philadelphie 30th Street (en anglais : 30th Street Station) est une gare ferroviaire des États-Unis située à Philadelphie qui, comme son nom l'indique, se situe au niveau de la 30e rue à quelques minutes du centre-ville (Downtown). Cette gare est construite dans un style art déco.

## Service des voyageurs

### Accueil
Elle est constituée d'un grand hall central et d'une galerie commerciale. Le Hall est entièrement dégagé, les trains passent sous la gare. D'ailleurs on ne va pas prendre son train "quai n°…" mais "escalier n°…"

### Desserte

#### Trains Amtrak
Le réseau de l'Amtrak, dessert les grandes villes suivantes : Boston, New York, Chicago, Washington, D.C., Newark, Harrisburg, Atlanta, La Nouvelle-Orléans et Baltimore. Par les trains dénommés : Acela Express, Cardinal / Hoosier State, Carolinian / Piedmont,, Pennsylvanian, Regional, Silver Service / Palmetto et Vermonter.

#### Train de banlieue
Un bâtiment entier de la gare est réservé aux trains de la banlieue de Philadelphie gérés par la Southeastern Pennsylvania Transportation Authority (SEPTA). Via ce réseau express régional, il est notamment possible de rejoindre l'aéroport international de Philadelphie.  
La gare accueille aussi des trains de banlieue en provenance du New Jersey (New Jersey Transit). Il est entre autres possible de rejoindre depuis la gare, via ce réseau, la ville d'Atlantic City

### Intermodalité
Outre les autres moyens de transports en commun, La gare dispose d'une correspondance avec le métro de Philadelphie géré par la SEPTA. La Market-Frankford Line et la Subway Surface Line s'y arrêtent.